# Lone Horn
Lone Horn (în lakota: Hewáŋžiča; în ortografie istorică „Heh-won-ge-chat” sau „Ha-wón-je-tah”), cunoscut și sub denumirea de One Horn (n. 1812 – d. 1877, Bear Butte⁠(d), Dakota de Sud, SUA), a fost o căpetenie a grupului Wakpokinyan din cadrul tribului Miniconjou Lakota, născută în teritoriile de astăzi ale Dakotei de Sud.
Fiii lui Lone Horn au fost Elan Pestriț (cunoscut mai târziu ca Big Foot) și Touch the Clouds. Rattling Blanket Woman îi era soră, iar Crazy Horse nepot. Acesta a fost unul dintre semnatarii Tratatului de la Fort Laramie din 1868. Old Chief Smoke⁠(d) (1774–1864) a fost unchiul matern al căpeteniei.
Lone Horn a murit lângă Bear Butte⁠(d) în 1877 din cauze naturale. După moartea lui Lone Horn, fiul său adoptiv, Spotted Elk, a devenit căpetenie a Minneconjou, fiind ucis împreună cu membrii tribului său în Masacrul de la Wounded Knee din 1890.

## Descrierea lui George Catlin
În 1832, George Catlin⁠(d) a realizat portretul lui One Horn la Fort Pierre, Dakota de Sud⁠(d). Revenit în estul țării, Catlin a redactat următoarea descriere a căpeteniei:
| “ | „[One Horn era] un bărbat de vârstă mijlocie, de înălțime medie, cu o înfățișare nobilă și o figură aproape egală cu cea a lui Apollo, iar eu i-am pictat portretul. [...] [Acesta] a înaintat rapid în cele mai înalte grade ale tribului datorită calităților sale extraordinare, deși avea încă o vârstă fragedă. Mi-a spus că a adoptat numele „One Horn” după o simplă scoică care îi atârna la gât, moștenită de la tatăl său, și pe care, spunea acesta, o considera mai valoroasă decât orice alt lucru aflat în posesia sa; exemplificând dragostea puternică pe care acești oameni o păstrează adesea în suflet pentru cei morți. [...] Costumul său era unul foarte frumos și îi voi păstra un loc în galeria mea indiană lângă portretul său. Este realizat din piei de elan frumos aranjate cu franjuri cu numeroși țepi de porc spinos și șuvițe; iar părul său, unul foarte lung și bogat, împărțit în două, ridicat și încrucișat peste vârful capului său cu o simplă legătură, dând aspectul unui turban turcesc”. | ” |